# Наш собственный дом
«Наш со́бственный дом» (англ. A Home of Our Own) — американский драматический кинофильм 1993 года, снятый Тони Биллом, в главных ролях Кэти Бейтс и Эдвард Фёрлонг. Это история матери и ее шестерых детей, пытающихся обустроить дом в небольшом вымышленном городке Хэнкстон, штат Айдахо, в 1962 году.

## Сюжет
Лос-Анджелес, 1960-е годы. Энергичная вдова Фрэнсис Лейси работает на фабрике по производству картофельных чипсов. Её увольняют после того, как ее начальник начал приставать к ней, а она в ответ ударила его. В тот же день её старшего сына Шейна приводят домой полицейские за кражу мелочи из таксофонов, но обвинения не выдвигают. Вскоре после этого Фрэнсис решает, что Лос-Анджелес — не место для воспитания семьи. Она собирает вещи детей, продает всё, что они не могут унести, и отправляется в путь. Она считает, что будет знать, куда ехать, когда увидит это. На свои скудные средства они добираются до Хэнкстона, штат Айдахо, где Фрэнсис замечает недостроенный каркас деревянного дома в нескольких милях за городом, через дорогу от питомника Муна. Узнав, что владелец питомника, мистер Мунимура, является владельцем этого дома, хотя и практически без гроша в кармане, Фрэнсис предлагает купить его у него в обмен на работу её и детей, которых она называет «племя Лейси».
С приближением зимы семейство усердно трудится, чтобы сделать дом пригодным для жилья. Поначалу холодный и недоверчивый, мистер Мунимура смягчается, помогая им с ремонтом и становясь для детей чем-то вроде дяди. Фрэнсис устраивается на работу официанткой в боулинг-клубе в Хэнкстоне и вкладывает каждый сэкономленный доллар в улучшение дома. Шейн находит работу на местной молочной ферме, а средний сын Мюррей начинает помогать на местной свалке, получая в качестве оплаты различные предметы для обустройства дома. На Рождество дети расстраиваются, когда получают в подарок строительные инструменты. Шейн обвиняет Фрэнсис в том, что она ставит свою мечту выше интересов детей, но его спасает от наказания визит мистера Мунимуры. Мистер Мунимура рассказывает Фрэнсис, что он и его покойная жена начали строить этот дом для своего сына, который погиб, сражаясь в Корее. Тем же вечером старшая дочь Линн дарит Фрэнсис свой подарок: блузку с цветочным узором, которая ей приглянулась в церковной корзине для пожертвований.

## В ролях
- Кэти Бейтс — Фрэнсис Лейси
- Эдвард Фёрлонг — Шейн Лейси
- Кларисса Лассиг — Линн Лейси
- Сара Шауб — Фэй Лейси
- Майлз Фулнер — Мюррей Лэйси
- Эми Сакасиц — Энни Лейси

## Награды и номинации
За свою роль в фильме Эдвард Фёрлонг получил премию Young Artist Awards в категории «Лучший молодой исполнитель главной роли в художественном драматическом фильме» (награда была поделена между Фёрлонгом и Джейсоном Джеймсом Рихтером за роль того в фильме «Освободите Вилли»). Также на премию Young Artist Awards была номинирована Кларисса Лэссиг как лучшая молодая исполнительница главной роли, а кроме того, актёрский ансамбль (в категории «Выдающийся ансамбль молодых актёров в художественном фильме») и фильм (в категории «Выдающийся семейный драматический фильм») в целом.